# Telangana
Telangana (télugu: తెలంగాణ Telaṅgāṇa) es un estado de la República de la India. Su capital es Hyderabad. Está ubicado en el centro del país, limitando al norte con Maharastra, al este con Chhattisgarh, al sur con Andhra Pradesh y al oeste con Karnataka. Es el estado más joven de la Unión, habiéndose formado en 2014.

## Historia

### Antigüedad y Edad Media
A lo largo de la Antigüedad y la Edad Media, la región de Telangana formó parte de múltiples imperios indios, como los mauryanos, satavahanas, vishnukundinas, chalukyas, cholas, rashtrakutas, kakatiyas, el sultanato de Delhi, el sultanato bahmaní y el sultanato de Golconda. Entre los siglos XVII y XIX, la región estuvo gobernada por los mogoles y los nizam de Hyderabad. En 1823, los nizam cedieron los Circos del Norte (Andhra costera) y los Distritos Cedidos (Rayalseema) a la India británica en virtud de una alianza subsidiaria que la redujo a un estado principesco sin salida al mar, limitado por todos lados por la India británica. Tras la independencia de la India en 1947, el estado de Hyderabad se adhirió a la Unión de la India en 1948 tras una acción policial. En 1956, el stado de Hyderabad se disolvió y su región de habla telugu, Telangana, se fusionó con el estado de Andhra para formar Andhra Pradesh. Desde principios de la década de 1950, un movimiento campesino abogó por la separación de Andhra Pradesh, hasta que el 2 de junio de 2014 se concedió a Telangana la categoría de estado.
La histórica ciudad de Golconda, en Hyderabad, se estableció como centro de comercio de diamantes y, hasta finales del siglo XIX, el mercado de Golconda fue la principal fuente de los diamantes más finos y grandes del mundo. Así, el legendario nombre de Golconda Diamonds se convirtió en sinónimo de la propia Golconda.
Entre 230 a. C. y 220 d. C., la dinastía Satavahana llegó a ser el poder dominante de la zona. Procedía de las tierras situadas entre los ríos Godavari y Krishna y tenía su sede en Amaravathi y Dharanikota. Tras el declive de los Satavahana, varias dinastías, como la Vakataka, la Vishnukundina, la Chalukya, la Rashtrakuta y la Chalukya Occidental, gobernaron la zona.
La zona de Telangana vivió su época dorada durante el reinado de la dinastía Kakatiya, que gobernó la mayor parte de las actuales Andhra Pradesh y Telangana desde 1083 hasta 1323 d. C. Rudrama Devi y Prataparudra II fueron destacados gobernantes de la dinastía Kakatiya. La dinastía se debilitó con el ataque de Malik Kafur en 1309 y se disolvió tras la derrota de Prataparudra por las fuerzas de Muhammad bin Tughluq en 1323.
La zona quedó bajo el dominio del sultanato de Delhi en el siglo XIV, seguido del sultanato Bahmani. Quli Qutb Mulk, gobernador de Golconda, se rebeló contra el sultanato bahmaní y estableció la dinastía Qutb Shahi en 1518. El 21 de septiembre de 1687, el sultanato de Golconda quedó en manos del emperador mogol Aurangzeb tras un asedio de un año al fuerte de Golconda.
A principios del siglo XVII existía en Telangana una fuerte industria de tejido de algodón. Se producían grandes cantidades de algodón para el consumo nacional y la exportación. Se fabricaban telas lisas y estampadas de muselina y percal de gran calidad.
En 1712, Qamar-ud-din Khan fue nombrado por el emperador Farrukhsiyar virrey del Decán con el título de Nizam-ul-Mulk (que significa «Administrador del Reino»). Más tarde fue llamado a Delhi y Mubariz Khan fue nombrado virrey. En 1724, Qamar-ud-din Khan derrotó a Mubariz Khan para reclamar la suba del Decán, estableciéndola como provincia autónoma del imperio mogol. Tomó el nombre de Asif Jah, dando comienzo a lo que se conoció como la dinastía Asaf Jahi. Bautizó la zona con el nombre de Hyderabad Deccan. Los gobernantes posteriores conservaron el título de Nizam ul-Mulk y fueron llamados Asif Jahi Nizams o nizams de Hyderabad. Los nizams de Hyderabad siguieron siendo tributarios de los marathas tras sufrir una serie de derrotas, pagando el chauth anual a cambio de conservar sus dominios. Las divisiones de Medak y Warangal de Telangana formaban parte de su reino.
A la muerte de Asif Jah I en 1748, se produjeron disturbios políticos debido a la pugna por el trono entre sus hijos, que contaron con la ayuda de oportunistas estados vecinos y fuerzas extranjeras coloniales. En 1769, la ciudad de Hyderabad se convirtió en la capital oficial de los nizam. El nizam Nasir-ud-dawlah, Asaf Jah IV, firmó la alianza subsidiaria con los británicos en 1799 y perdió su control sobre la defensa y los asuntos exteriores del estado. El estado de Hyderabad pasó a ser un principado entre las presidencias y provincias de la India británica.
En 1787, unas fuertes inundaciones causaron la muerte de más de 20.000 personas, provocando una plaga que mató a unos 10.656.000 telugus de nuevo en Telangana.

### Periodo moderno
Cuando India se independizó del Imperio Británico en 1947, el Nizam de Hyderabad no quiso fusionarse con la Unión India, sino seguir siendo independiente. El Gobierno de India se anexionó el estado de Hyderabad el 17 de septiembre de 1948 tras una operación militar denominada Operación Polo y nombró a un funcionario, M. K. Vellodi, primer ministro principal del estado de Hyderabad el 26 de enero de 1950, que administró el estado con la ayuda de burócratas educados en Inglaterra procedentes de los estados de Madrás y Bombay, familiarizados con los sistemas británicos de administración, a diferencia de los burócratas del estado de Hyderabad, que utilizaban un sistema administrativo completamente distinto. La lengua oficial del estado pasó del urdu al inglés.
En 1952, el Dr. Burgula Ramakrishna Rao fue elegido ministro principal del estado de Hyderabad en sus primeras elecciones democráticas. Durante esta época, hubo violentas agitaciones por parte de algunos telanganitas para enviar de vuelta a los burócratas del estado de Madrás e implantar un gobierno de los nativos (mulkis) de Hyderabad. Syed Alam Sharjil fue elegido ministro principal de Hyderabad después de (Dr. Burgula Ramakrishana Rao) durante un año tras renunciar al cargo.
La Rebelión de Telangana fue una revuelta campesina apoyada por los comunistas. Se originó en las regiones de Telangana del estado de Hyderabad entre 1946 y 1951, dirigida por el Partido Comunista de la India (PCI).
La revuelta comenzó en el distrito de Nalgonda contra los señores feudales de las castas Reddy y Velama. Rápidamente se extendió a los distritos de Warangal y Bidar. Los campesinos y jornaleros se levantaron contra los terratenientes feudales locales (jagirdars y deshmukhs) y más tarde contra el Nizam Osman Ali Khan. La fase violenta del movimiento terminó tras la Operación Polo del gobierno de la India. A partir de 1951, el PCI adoptó una estrategia más moderada, consistente en llevar el comunismo a la India en el marco de la democracia india.
En diciembre de 1953, se nombró la Comisión de Reorganización de Estados (SRC) para formar estados sobre una base lingüística. El 20 de febrero de 1956, los líderes de Telangana y Andhra llegaron a un acuerdo para fusionar Telangana y Andhra con la promesa de salvaguardar los intereses de Telangana. Tras la reorganización de 1956, la región de Telangana se fusionó con el estado de Andhra para formar Andhra Pradesh.
Tras este pacto de caballeros, el gobierno central estableció el estado unificado de Andhra Pradesh el 1 de noviembre de 1956. La G.O. 553 de 1959 del estado unido de Andhra Pradesh trasladó dos divisiones fiscales de Bhadrachalam de East Godavari y Aswaraopeta de West Godavari a Khammam por conveniencia administrativa.
Ha habido varios movimientos para revocar la fusión de Telangana y Andhra, los más importantes en 1969, 1972 y 2009. El movimiento a favor de un nuevo estado de Telangana cobró impulso en el siglo XXI por iniciativa de Kalvakuntla Chandrashekhar Rao, de Bharat Rashtra Samithi, al que más tarde se unió el Comité de Acción Política Conjunta de Telangana (TJAC, por sus siglas en inglés), que incluía a dirigentes políticos representantes de la zona de Telangana. El 9 de diciembre de 2009, el gobierno de India anunció el proceso de formación del estado de Telangana. Inmediatamente después del anuncio se produjeron violentas protestas encabezadas por la población de las regiones costeras de Andhra y Rayalseema, y la decisión quedó en suspenso el 23 de diciembre de 2009.
El movimiento continuó en Hyderabad y otros distritos de Telangana. Hubo cientos de reivindicaciones de suicidios, huelgas, protestas y alteraciones de la vida pública en demanda de un estado separado.
El 30 de julio de 2013, el Comité de Trabajo del Congreso aprobó por unanimidad una resolución para recomendar la formación de un estado independiente de Telangana. Tras varias etapas, el proyecto de ley se presentó en el Parlamento de la India en febrero de 2014. En febrero de 2014, el Parlamento de la India aprobó la Ley de Reorganización de Andhra Pradesh de 2014 para la formación del estado de Telangana, que comprende diez distritos del noroeste de Andhra Pradesh. El proyecto de ley recibió el visto bueno del presidente y se publicó en el Boletín Oficial el 1 de marzo de 2014.
El estado de Telangana se constituyó oficialmente el 2 de junio de 2014. Kalvakuntla Chandrashekar Rao fue elegido primer ministro principal de Telangana tras unas elecciones en las que el partido Bharat Rashtra Samithi obtuvo la mayoría. Hyderabad seguiría siendo la capital conjunta de Telangana y Andhra Pradesh durante un tiempo. En una década, Hyderabad se convertiría en la capital del estado de Telangana, y se eligió una nueva capital para Andhra Pradesh. Andhra Pradesh eligió Amaravati como capital y trasladó su secretaría en 2016 y su asamblea legislativa en 2017.